# Austin Amelio
Austin Amelio (Austin, 27 d’abril de 1988) és un actor estatunidenc. Conegut pel seu paper de Dwight a The Walking Dead i Fear the Walking Dead. Va començar la seva carrera interpretativa participant en diversos curtmetratges.

## Primera vida i carrera
Amelio va començar la seva carrera en diversos curtmetratges. Els seus papers més destacats són Dwight a The Walking Dead i Nesbit a Everybody Wants Some!!.

### Fons de monopatí
Amelio era un àvid skateboarder, filmant una part a Austin i Texas al voltant de The Devil's Toy (2011). Va ser patrocinat per No Comply Skate Shop i va rebre breument productes gratuïts de les sabates Osiris com a pilot patrocinat per flux. En un moment donat, Amelio va sol·licitar el patrocini de la marca Organica de Karl Watson, que també va rebre una baralla gratuïta i alguns consells duradors de la skateboarder senior de la zona de la badia. A l'abril de 2017, Amelio va aparèixer al podcast de skate de The Nine Club organitzat per Chris Roberts, Roger Bagley i Kelly Hart. Anteriorment va ser entrevistat per Transworld Skateboarding.

## Filmografia

### Cinema
| Any  | Títol                           | Paper        | Notes           |
| ---- | ------------------------------- | ------------ | --------------- |
| 2010 | Potluck                         | Vincent Lowe | Curt Pel·lícula |
| 2011 | The Devil's Toy                 | Himself      |                 |
| 2013 | A Kiss Before You Go            | Man #2       | Curt Pel·lícula |
| 2014 | Over Again                      | David        | Curt Pel·lícula |
| 2014 | Wind & Rain                     | John         |                 |
| 2014 | Putting the Dog to Sleep        | Thomas       | Curt Pel·lícula |
| 2016 | Tots volem alguna cosa          | Nesbit       |                 |
| 2016 | Cabin Crew                      | Billy        |                 |
| 2017 | Song to song                    | BV's Brother |                 |
| 2023 | Hit Man. Assassí per casualitat | Jasper       |                 |

### Televisió
| Any       | Títol                 | Paper   | Notes                   |
| --------- | --------------------- | ------- | ----------------------- |
| 2014      | Deliverance Creek     | Soldier | Pel·lícula de televisió |
| 2015–2018 | The Walking Dead      | Dwight  | 22 episodis             |
| 2019–2023 | Fear the Walking Dead | Dwight  | 32 episodis             |